# 12221 Ogatakoan
12221 Ogatakoan (1982 VS2) là một tiểu hành tinh vành đai chính được phát hiện ngày 14 tháng 11 năm 1982 bởi H. Kosai và K. Hurukawa ở Trạm Kiso thuộc Đài thiên văn Tokyo.